# 해수 (가수)
해수(본명: 김아라, 1993년 12월 3일 ~ 2023년 5월 12일)는 대한민국의 트로트 가수이다.

## 생애
어렸을 때 주현미의 팬클럽에 가입할 정도로 주현미를 좋아해 판소리에서 트로트로 전향했다면서 주현미의 1호 제자로 지난해 데뷔의 꿈을 이루게 됐다고 밝혔다.
2019년 11월 28일 미니앨범 《내 인생 내가》로 데뷔했다. 이 앨범의 타이틀곡인 “내 인생 내가”는 우리 모두가 느끼고 공감할 수 있는 삶과 인생 이야기들을 솔직 담백하게 담아 놓은 앨범이다.
데뷔 후 2020년 ~ 2021년 '전국 TOP 10 가요쇼'에서 강혜연, 안성훈, 채윤 등과 영텐 2기로 활동했고, '가요무대', '불후의 명곡' 및 각종 행사 등에 출연했다. 장윤정과 여러 방송 프로그램에 함께 등장하며 얼굴과 이름을 알렸다.
2023년 5월 12일 29세의 나이로 사망했다.

## 학력
- 한국예술종합학교 판소리 전공

## 연예 활동
- 2019년 12월 21일 ‘놀면 뭐하니?’에 등장해 ‘유산슬’ 유재석이 ‘가요베스트’ 출연을 위해 공연장을 찾았을 때, “유산슬 선배님”이라고 그를 부르면서 “오늘 데뷔한다”고 말했고, 이에 유재석은 “그럼 후배”라면서 해수에게 반갑게 인사를 전한 바 있다.[5]

- 2020년 2월 17일 KBS <가요무대>에 출연해 故 현인 선생의 ‘서울야곡’을 소화해 시선을 모았다. 1993년생 28세 나이에 불과한 그가 故 현인 선생의 노래를 부르는 모습이 이색적인 분위기를 자아냈다.[6]

- 2020년 4월 3일 <최일구의 허리케인 라디오> '서바이벌 힘든싱어'에 출연해 1차 <십분내로>, 2차 <눈물의 부르스>를 불렀다. 이날 방송에서 자신의 주특기인 판소리 <쑥대머리> 한 소절을 선보였는데 청취자들은 “이런 인재가 왜 이제야 왔느냐”며 응원 문자를 아끼지 않았다. 이날 펼쳐진 안성훈과의 노래 대결은 결국 뜨거운 접전 끝에 무승부로 끝마쳤다.[7]

## 앨범
- 2019.11.28. 미니 《내 인생 내가》, 수록곡 <내 인생 내가>,<딱 한잔만>,<사랑의 착각>,<사랑만은 않겠어요>,<영원한 나의 사랑아>[8]
- 2021.04.15. 싱글 《영텐입니다》마이진/채윤/강혜연/박민주/해수/안성훈/이도진/김중연/김태욱/남승민, 수록곡 〈영텐입니다〉영텐 (작사:제이티브이, 작곡:김정호, 편곡:방배동사람들, 장르:트로트, 발매사:오감엔터테인먼트, 기획사:JTV)
- 2021.6.28. 싱글 《꽁무니》(장르: 트로트, 발매사:오감엔터테인먼트, 기획사: 파도엔터테인먼트)
- 2023.01.21. 컴필레이션 《불후의 명곡 - 2023 설 특집 - RE:PLAY 장윤정 편》, 수록곡 〈가슴으로 울었네〉(해수,양지은) (장르:트로트, 발매사: 오감엔터테인먼트, 기획사: 한국방송공사)

## 방송
- 2019.12.21. 《놀면 뭐하니?》
- 2019.12.26. MBC 《가요베스트》 초대가수 <내인생 내가>
- 2020.02.17. KBS 1TV 《가요무대》 초대가수 <서울야곡>
- 2020.11.19. TBN 충북교통방송 《개국 축하 콘서트》 (사전비공개녹화) - 주현미, 해수, 요요미, 박상민, 초대가수 <10분 내로>,<내 인생 내가>
- 2020.12.19. KBS 2TV 《트롯 전국체전》 3회, 1라운드 탈락
- 2021.07.29 ~2023.04.30 LG헬로비전 장윤정의 도장깨기
- 2023.01.21. KBS 2TV 《불후의 명곡2 전설을 노래하다/Immortal Songs 2》 〈가슴으로 울었네〉양지은 vs 해수

## 라디오
- 2020.04.03. TBS 《최일구의 허리케인 라디오》 '서바이벌 힘든싱어' - 안성훈 & 해수, 1차 <십분내로>, 2차 <눈물의 부르스>

## 공연
- 2021.10.03. 《영텐 콘서트 - 전주》(전북대학교 삼성문화회관)